# Weith Katalin
Weith Katalin (Tata, 1964. november 26. –) magyar filmproducer, könyvkiadó, politikus, volt szcientológia vezető, a Magunkért Mozgalom alapítója és a több sajtótermék által kamupártnak tartott KÖSSZ párt miniszterelnök-jelöltje a 2018-as országgyűlési választásokon.

## Élete
Tanítói, majd gyógypedagógusi végzettséget szerzett, és dolgozott is ezeken a területeken. Majd a Külkereskedelmi Főiskolán PR-t tanult, és 1993-ban PR ügynökséget alapított, dolgozott a Magyar Televízió és több multinacionális cég számára. Közben újabb diplomát szerzett a Budapesti Corvinus Egyetemen politológia szakon. Menedzselni kezdte Duncan Shelley (Végh Attila) írót, és megalapította a Brooks Könyvkiadó és Menedzser Irodát.[forrás?]
2011-ben a Budapesti Werk Akadémián, 2012-ben Los Angelesben a New York Film Akadémián végzett egy „filmmaking” kurzust, majd 2012-től az ELTE-BFA hallgatójaként forgatókönyvírást, rendezést, produceri ismereteket tanult. 2015-től az ELTE Bölcsészettudományi Kar Filmtudományi karának mesterszakos hallgatója, ahol 2018-ban Filmkészítés szakon diplomázott.
A Magyarországi Szcientológia Egyház elnöke 2009[forrás?] és 2010 között. 2016. június 8-án megalapította a Magunkért Mozgalom nevű szervezetet, majd 2017-ben a Magunkért Demokrata Párt elnöke lett.[forrás?] A 2018-as magyarországi országgyűlési választáson a 2016-ban alapított Kell az Összefogás Párt (KÖSSZ) miniszterelnök-jelöltjeként indult: a párt országos listája 2711 szavazatot (0,05%) kapott, így a párttámogatást vissza kellene fizetniük, ám ez még nem történt meg.
2023-ban rendező-producerként elkészítette az AI vs Deep State sorozat pilot filmet, mely két hónap alatt 9 nemzetközi fesztiválon lett díjnyertes.

## Filmjei
- Shame
- Drága Elza!
- Retorzió
- Elder's home
- Felejthetetlen
- Megérdemlem
- Courage of Two
- Wonder
- AI vs Deep State

## Könyvek
- Szellemi forradalom magunkért; riporter Várhegyi György; Brooks, Törökbálint, 2017